# Урдешть
Урдешть, Урдешті (рум. Urdești) — село у повіті Васлуй в Румунії. Входить до складу комуни Додешть.
Село розташоване на відстані 256 км на північний схід від Бухареста, 36 км на південний схід від Васлуя, 93 км на південь від Ясс, 102 км на північ від Галаца.

## Населення
За даними перепису населення 2002 року у селі проживали 300 осіб, усі — румуни. Усі жителі села рідною мовою назвали румунську.